# Campeonato Paulista de Futebol de 2025
O Campeonato Paulista de Futebol de 2025 – Série A1 (ou Paulistão Sicredi 2025, por questões de patrocínio) foi a 85.ª edição do campeonato organizado pela Federação Paulista de Futebol da principal divisão do futebol paulista. Foi disputado entre os dias 15 de janeiro e 27 de março de 2025.
O campeonato foi vencido pelo Corinthians, que levou a melhor sobre o vice-campeão Palmeiras. O time alvinegro quebra um jejum de seis anos sem conquistar um título de expressão, além de interromper o ciclo de vitórias da equipe alviverde desde 2022.

## Formato e participantes

### Formato
O formato da competição é o mesmo das edições anteriores. A competição é dividida em quatro fases: na primeira, as 16 equipes participantes são divididas em quatro grupos com quatro equipes; nela, as equipes enfrentam apenas os adversários das outras chaves. Nas quartas de final, o embate é em partida única entre os dois melhores de cada chave. Nas semifinais — também em partida única —, os confrontos são definidos de acordo com a campanha do classificado. A final é disputada em partidas de ida e volta, sagrando-se campeão o vencedor no agregado. Os dois clubes com a pior campanha da edição serão rebaixados à Série A2 de 2026.

### Equipes participantes
A competição contou com a participação das 14 equipes mais bem colocadas da edição anterior, além dos promovidos da Série A2 de 2024: Noroeste, com sua última participação em 2011, e Velo Clube, com sua última participação em 1979.
| Aumento | Equipes promovidas da Série A2 de 2024 |

| Equipe              | Cidade                | Títulos             |
| ------------------- | --------------------- | ------------------- |
| Água Santa          | Diadema               | —                   |
| Botafogo-SP         | Ribeirão Preto        | —                   |
| Corinthians         | São Paulo             | 30 (último em 2019) |
| Guarani             | Campinas              | —                   |
| Inter de Limeira    | Limeira               | 1 (1986)            |
| Mirassol            | Mirassol              | —                   |
| Noroeste            | Bauru                 | —                   |
| Novorizontino       | Novo Horizonte        | —                   |
| Palmeiras           | São Paulo             | 26 (último em 2024) |
| Ponte Preta         | Campinas              | —                   |
| Portuguesa          | São Paulo             | 3 (último em 1973)  |
| Red Bull Bragantino | Bragança Paulista     | 1 (1990)            |
| Santos              | Santos                | 22 (último em 2016) |
| São Bernardo        | São Bernardo do Campo | —                   |
| São Paulo           | São Paulo             | 22 (último em 2021) |
| Velo Clube          | Rio Claro             | —                   |

## Estádios
| Água Santa | Botafogo-SP | Corinthians | Guarani | Inter de Limeira | Mirassol           |
| --- | --- | --- | --- | --- | ------------------ |
| Distrital do Inamar | Santa Cruz | Neo Química Arena | Brinco de Ouro | Limeirão | Maião              |
| Capacidade: 10 000 | Capacidade: 29 292 | Capacidade: 48 905 | Capacidade: 29 130 | Capacidade: 18 000 | Capacidade: 15 000 |
| | | | | |                    |
| Noroeste | \| Água Santa São Bernardo Botafogo-SP Red Bull Bragantino Inter de Limeira Campinas Equipes de Campinas: Guarani Ponte Preta Mirassol Noroeste Novorizontino Santos São Paulo Equipes de São Paulo: Corinthians Palmeiras Portuguesa São Paulo Velo ClubeLocalização das equipes participantes da Série A1 de 2023. Grupos: A / B / C / D \| | \| Água Santa São Bernardo Botafogo-SP Red Bull Bragantino Inter de Limeira Campinas Equipes de Campinas: Guarani Ponte Preta Mirassol Noroeste Novorizontino Santos São Paulo Equipes de São Paulo: Corinthians Palmeiras Portuguesa São Paulo Velo ClubeLocalização das equipes participantes da Série A1 de 2023. Grupos: A / B / C / D \| | \| Água Santa São Bernardo Botafogo-SP Red Bull Bragantino Inter de Limeira Campinas Equipes de Campinas: Guarani Ponte Preta Mirassol Noroeste Novorizontino Santos São Paulo Equipes de São Paulo: Corinthians Palmeiras Portuguesa São Paulo Velo ClubeLocalização das equipes participantes da Série A1 de 2023. Grupos: A / B / C / D \| | \| Água Santa São Bernardo Botafogo-SP Red Bull Bragantino Inter de Limeira Campinas Equipes de Campinas: Guarani Ponte Preta Mirassol Noroeste Novorizontino Santos São Paulo Equipes de São Paulo: Corinthians Palmeiras Portuguesa São Paulo Velo ClubeLocalização das equipes participantes da Série A1 de 2023. Grupos: A / B / C / D \| | Novorizontino      |
| Alfredo de Castilho | \| Água Santa São Bernardo Botafogo-SP Red Bull Bragantino Inter de Limeira Campinas Equipes de Campinas: Guarani Ponte Preta Mirassol Noroeste Novorizontino Santos São Paulo Equipes de São Paulo: Corinthians Palmeiras Portuguesa São Paulo Velo ClubeLocalização das equipes participantes da Série A1 de 2023. Grupos: A / B / C / D \| | \| Água Santa São Bernardo Botafogo-SP Red Bull Bragantino Inter de Limeira Campinas Equipes de Campinas: Guarani Ponte Preta Mirassol Noroeste Novorizontino Santos São Paulo Equipes de São Paulo: Corinthians Palmeiras Portuguesa São Paulo Velo ClubeLocalização das equipes participantes da Série A1 de 2023. Grupos: A / B / C / D \| | \| Água Santa São Bernardo Botafogo-SP Red Bull Bragantino Inter de Limeira Campinas Equipes de Campinas: Guarani Ponte Preta Mirassol Noroeste Novorizontino Santos São Paulo Equipes de São Paulo: Corinthians Palmeiras Portuguesa São Paulo Velo ClubeLocalização das equipes participantes da Série A1 de 2023. Grupos: A / B / C / D \| | \| Água Santa São Bernardo Botafogo-SP Red Bull Bragantino Inter de Limeira Campinas Equipes de Campinas: Guarani Ponte Preta Mirassol Noroeste Novorizontino Santos São Paulo Equipes de São Paulo: Corinthians Palmeiras Portuguesa São Paulo Velo ClubeLocalização das equipes participantes da Série A1 de 2023. Grupos: A / B / C / D \| | Jorjão             |
| Capacidade: 18 866 | \| Água Santa São Bernardo Botafogo-SP Red Bull Bragantino Inter de Limeira Campinas Equipes de Campinas: Guarani Ponte Preta Mirassol Noroeste Novorizontino Santos São Paulo Equipes de São Paulo: Corinthians Palmeiras Portuguesa São Paulo Velo ClubeLocalização das equipes participantes da Série A1 de 2023. Grupos: A / B / C / D \| | \| Água Santa São Bernardo Botafogo-SP Red Bull Bragantino Inter de Limeira Campinas Equipes de Campinas: Guarani Ponte Preta Mirassol Noroeste Novorizontino Santos São Paulo Equipes de São Paulo: Corinthians Palmeiras Portuguesa São Paulo Velo ClubeLocalização das equipes participantes da Série A1 de 2023. Grupos: A / B / C / D \| | \| Água Santa São Bernardo Botafogo-SP Red Bull Bragantino Inter de Limeira Campinas Equipes de Campinas: Guarani Ponte Preta Mirassol Noroeste Novorizontino Santos São Paulo Equipes de São Paulo: Corinthians Palmeiras Portuguesa São Paulo Velo ClubeLocalização das equipes participantes da Série A1 de 2023. Grupos: A / B / C / D \| | \| Água Santa São Bernardo Botafogo-SP Red Bull Bragantino Inter de Limeira Campinas Equipes de Campinas: Guarani Ponte Preta Mirassol Noroeste Novorizontino Santos São Paulo Equipes de São Paulo: Corinthians Palmeiras Portuguesa São Paulo Velo ClubeLocalização das equipes participantes da Série A1 de 2023. Grupos: A / B / C / D \| | Capacidade: 12 398 |
| | \| Água Santa São Bernardo Botafogo-SP Red Bull Bragantino Inter de Limeira Campinas Equipes de Campinas: Guarani Ponte Preta Mirassol Noroeste Novorizontino Santos São Paulo Equipes de São Paulo: Corinthians Palmeiras Portuguesa São Paulo Velo ClubeLocalização das equipes participantes da Série A1 de 2023. Grupos: A / B / C / D \| | \| Água Santa São Bernardo Botafogo-SP Red Bull Bragantino Inter de Limeira Campinas Equipes de Campinas: Guarani Ponte Preta Mirassol Noroeste Novorizontino Santos São Paulo Equipes de São Paulo: Corinthians Palmeiras Portuguesa São Paulo Velo ClubeLocalização das equipes participantes da Série A1 de 2023. Grupos: A / B / C / D \| | \| Água Santa São Bernardo Botafogo-SP Red Bull Bragantino Inter de Limeira Campinas Equipes de Campinas: Guarani Ponte Preta Mirassol Noroeste Novorizontino Santos São Paulo Equipes de São Paulo: Corinthians Palmeiras Portuguesa São Paulo Velo ClubeLocalização das equipes participantes da Série A1 de 2023. Grupos: A / B / C / D \| | \| Água Santa São Bernardo Botafogo-SP Red Bull Bragantino Inter de Limeira Campinas Equipes de Campinas: Guarani Ponte Preta Mirassol Noroeste Novorizontino Santos São Paulo Equipes de São Paulo: Corinthians Palmeiras Portuguesa São Paulo Velo ClubeLocalização das equipes participantes da Série A1 de 2023. Grupos: A / B / C / D \| |                    |
| Ponte Preta | \| Água Santa São Bernardo Botafogo-SP Red Bull Bragantino Inter de Limeira Campinas Equipes de Campinas: Guarani Ponte Preta Mirassol Noroeste Novorizontino Santos São Paulo Equipes de São Paulo: Corinthians Palmeiras Portuguesa São Paulo Velo ClubeLocalização das equipes participantes da Série A1 de 2023. Grupos: A / B / C / D \| | \| Água Santa São Bernardo Botafogo-SP Red Bull Bragantino Inter de Limeira Campinas Equipes de Campinas: Guarani Ponte Preta Mirassol Noroeste Novorizontino Santos São Paulo Equipes de São Paulo: Corinthians Palmeiras Portuguesa São Paulo Velo ClubeLocalização das equipes participantes da Série A1 de 2023. Grupos: A / B / C / D \| | \| Água Santa São Bernardo Botafogo-SP Red Bull Bragantino Inter de Limeira Campinas Equipes de Campinas: Guarani Ponte Preta Mirassol Noroeste Novorizontino Santos São Paulo Equipes de São Paulo: Corinthians Palmeiras Portuguesa São Paulo Velo ClubeLocalização das equipes participantes da Série A1 de 2023. Grupos: A / B / C / D \| | \| Água Santa São Bernardo Botafogo-SP Red Bull Bragantino Inter de Limeira Campinas Equipes de Campinas: Guarani Ponte Preta Mirassol Noroeste Novorizontino Santos São Paulo Equipes de São Paulo: Corinthians Palmeiras Portuguesa São Paulo Velo ClubeLocalização das equipes participantes da Série A1 de 2023. Grupos: A / B / C / D \| | Palmeiras          |
| Moisés Lucarelli | \| Água Santa São Bernardo Botafogo-SP Red Bull Bragantino Inter de Limeira Campinas Equipes de Campinas: Guarani Ponte Preta Mirassol Noroeste Novorizontino Santos São Paulo Equipes de São Paulo: Corinthians Palmeiras Portuguesa São Paulo Velo ClubeLocalização das equipes participantes da Série A1 de 2023. Grupos: A / B / C / D \| | \| Água Santa São Bernardo Botafogo-SP Red Bull Bragantino Inter de Limeira Campinas Equipes de Campinas: Guarani Ponte Preta Mirassol Noroeste Novorizontino Santos São Paulo Equipes de São Paulo: Corinthians Palmeiras Portuguesa São Paulo Velo ClubeLocalização das equipes participantes da Série A1 de 2023. Grupos: A / B / C / D \| | \| Água Santa São Bernardo Botafogo-SP Red Bull Bragantino Inter de Limeira Campinas Equipes de Campinas: Guarani Ponte Preta Mirassol Noroeste Novorizontino Santos São Paulo Equipes de São Paulo: Corinthians Palmeiras Portuguesa São Paulo Velo ClubeLocalização das equipes participantes da Série A1 de 2023. Grupos: A / B / C / D \| | \| Água Santa São Bernardo Botafogo-SP Red Bull Bragantino Inter de Limeira Campinas Equipes de Campinas: Guarani Ponte Preta Mirassol Noroeste Novorizontino Santos São Paulo Equipes de São Paulo: Corinthians Palmeiras Portuguesa São Paulo Velo ClubeLocalização das equipes participantes da Série A1 de 2023. Grupos: A / B / C / D \| | Allianz Parque     |
| Capacidade: 19 728 | \| Água Santa São Bernardo Botafogo-SP Red Bull Bragantino Inter de Limeira Campinas Equipes de Campinas: Guarani Ponte Preta Mirassol Noroeste Novorizontino Santos São Paulo Equipes de São Paulo: Corinthians Palmeiras Portuguesa São Paulo Velo ClubeLocalização das equipes participantes da Série A1 de 2023. Grupos: A / B / C / D \| | \| Água Santa São Bernardo Botafogo-SP Red Bull Bragantino Inter de Limeira Campinas Equipes de Campinas: Guarani Ponte Preta Mirassol Noroeste Novorizontino Santos São Paulo Equipes de São Paulo: Corinthians Palmeiras Portuguesa São Paulo Velo ClubeLocalização das equipes participantes da Série A1 de 2023. Grupos: A / B / C / D \| | \| Água Santa São Bernardo Botafogo-SP Red Bull Bragantino Inter de Limeira Campinas Equipes de Campinas: Guarani Ponte Preta Mirassol Noroeste Novorizontino Santos São Paulo Equipes de São Paulo: Corinthians Palmeiras Portuguesa São Paulo Velo ClubeLocalização das equipes participantes da Série A1 de 2023. Grupos: A / B / C / D \| | \| Água Santa São Bernardo Botafogo-SP Red Bull Bragantino Inter de Limeira Campinas Equipes de Campinas: Guarani Ponte Preta Mirassol Noroeste Novorizontino Santos São Paulo Equipes de São Paulo: Corinthians Palmeiras Portuguesa São Paulo Velo ClubeLocalização das equipes participantes da Série A1 de 2023. Grupos: A / B / C / D \| | Capacidade: 43 713 |
| | \| Água Santa São Bernardo Botafogo-SP Red Bull Bragantino Inter de Limeira Campinas Equipes de Campinas: Guarani Ponte Preta Mirassol Noroeste Novorizontino Santos São Paulo Equipes de São Paulo: Corinthians Palmeiras Portuguesa São Paulo Velo ClubeLocalização das equipes participantes da Série A1 de 2023. Grupos: A / B / C / D \| | \| Água Santa São Bernardo Botafogo-SP Red Bull Bragantino Inter de Limeira Campinas Equipes de Campinas: Guarani Ponte Preta Mirassol Noroeste Novorizontino Santos São Paulo Equipes de São Paulo: Corinthians Palmeiras Portuguesa São Paulo Velo ClubeLocalização das equipes participantes da Série A1 de 2023. Grupos: A / B / C / D \| | \| Água Santa São Bernardo Botafogo-SP Red Bull Bragantino Inter de Limeira Campinas Equipes de Campinas: Guarani Ponte Preta Mirassol Noroeste Novorizontino Santos São Paulo Equipes de São Paulo: Corinthians Palmeiras Portuguesa São Paulo Velo ClubeLocalização das equipes participantes da Série A1 de 2023. Grupos: A / B / C / D \| | \| Água Santa São Bernardo Botafogo-SP Red Bull Bragantino Inter de Limeira Campinas Equipes de Campinas: Guarani Ponte Preta Mirassol Noroeste Novorizontino Santos São Paulo Equipes de São Paulo: Corinthians Palmeiras Portuguesa São Paulo Velo ClubeLocalização das equipes participantes da Série A1 de 2023. Grupos: A / B / C / D \| |                    |
| Portuguesa | Red Bull Bragantino | Santos | São Bernardo | São Paulo | Velo Clube         |
| Estádio do Canindé | Nabi Abi Chedid | Vila Belmiro | Primeiro de Maio | MorumBIS | Benitão            |
| Capacidade: 21 004 | Capacidade: 17 128 | Capacidade: 16 795 | Capacidade: 15 759 | Capacidade: 72 039 | Capacidade: 8 136  |
| | | | | |                    |
| Água Santa São Bernardo Botafogo-SP Red Bull Bragantino Inter de Limeira Campinas Equipes de Campinas: Guarani Ponte Preta Mirassol Noroeste Novorizontino Santos São Paulo Equipes de São Paulo: Corinthians Palmeiras Portuguesa São Paulo Velo ClubeLocalização das equipes participantes da Série A1 de 2023. Grupos: A / B / C / D | | | | |                    |

## Transmissão televisiva
No dia 28 de agosto de 2024, o Grupo Record anunciou a renovação dos direitos de transmissão do Paulistão até a temporada 2029 para TV aberta. Pelo streaming, a Google também renovou os direitos de transmissão para a CazéTV e na TV por assinatura, a cobertura ficou à cargo da Warner Bros. Discovery, com todos os veículos adquirindo também a versão feminina do torneio e a Copa São Paulo de Futebol Júnior. Já os últimos pacotes de pay-per-view foram vendidos ao Nosso Futebol, Universo Online e Zapping.
| Emissora         | Um jogo por rodada (envolvendo os 4 grandes) | Um jogo exclusivo por rodada (envolvendo os 4 grandes)                                        | Um jogo não exclusivo por rodada (envolvendo apenas os demais clubes)                          | Demais jogos                                                                                |
| ---------------- | --- | --------------------------------------------------------------------------------------------- | ---------------------------------------------------------------------------------------------- | ------------------------------------------------------------------------------------------- |
| Record           | Exibição em TV Aberta para todo o país de jogos selecionados para transmissão nas quartas-feiras às 21h35 e aos domingos às 18h30, podendo haver jogos em outros horários em dias esporádicos. |                                                                                               |                                                                                                |                                                                                             |
| CazéTV           | Exibição no YouTube do mesmo jogo da Record seguindo o horário estabelecido pela mesma. |                                                                                               |                                                                                                |                                                                                             |
| TNT (TNT Sports) | | Exibição em TV Paga de jogos selecionados para transmissão em variados dias da semana.        | Exibição em TV Paga de jogos selecionados para transmissão em variados dias da semana.         |                                                                                             |
| Max              | | Exibição via streaming pago de jogos selecionados para transmissão em variados dias da semana | Exibição via streaming pago de jogos selecionados para transmissão em variados dias da semana. |                                                                                             |
| Canal Uol        | |                                                                                               | Exibição em TV Paga de jogos selecionados para transmissão em variados dias da semana.         |                                                                                             |
| Nosso Futebol    | Exibição em pay-per-view seguindo o horário estabelecido pela Record |                                                                                               | Exibição em pay-per-view seguindo o horário estabelecido pela TNT/Max e/ou Canal Uol.          | Exibição em pay-per-view de jogos selecionados para transmissão em variados dias da semana. |
| UOL Play         | Exibição em pay-per-view seguindo o horário estabelecido pela Record |                                                                                               | Exibição em pay-per-view seguindo o horário estabelecido pela TNT/Max e/ou Canal Uol.          | Exibição em pay-per-view de jogos selecionados para transmissão em variados dias da semana. |
| Zapping Sports   | Exibição em pay-per-view seguindo o horário estabelecido pela Record |                                                                                               | Exibição em pay-per-view seguindo o horário estabelecido pela TNT/Max e/ou Canal Uol.          | Exibição em pay-per-view de jogos selecionados para transmissão em variados dias da semana. |

## Primeira fase

### Potes do sorteio
| Potes                                          | Potes                                                                  | Potes                                               | Potes                                           |
| Pote 1                                         | Pote 2                                                                 | Pote 3                                              | Pote 4                                          |
| ---------------------------------------------- | ---------------------------------------------------------------------- | --------------------------------------------------- | ----------------------------------------------- |
| - Palmeiras - Santos - São Paulo - Corinthians | - Red Bull Bragantino - Novorizontino - Inter de Limeira - Ponte Preta | - Portuguesa - São Bernardo - Água Santa - Mirassol | - Botafogo-SP - Guarani - Velo Clube - Noroeste |

As 16 equipes foram divididas em quatro potes com quatro equipes em cada, no qual Palmeiras, Santos, São Paulo e Corinthians foram os cabeças de chave. O sorteio da primeira fase foi realizado em 12 de novembro de 2024, às 20 horas, no Salão Nobre do Estádio do Pacaembu.

### Grupo A
| Pos | Equipe           | Pts | J  | V | E | D | GP | GC | SG  | Classificado |
| --- | ---------------- | --- | -- | - | - | - | -- | -- | --- | ------------ |
| 1   | Corinthians      | 27  | 12 | 8 | 3 | 1 | 20 | 13 | +7  | Próxima fase |
| 2   | Mirassol         | 16  | 12 | 5 | 1 | 6 | 21 | 21 | 0   | Próxima fase |
| 3   | Botafogo-SP      | 11  | 12 | 2 | 5 | 5 | 8  | 13 | −5  |              |
| 4   | Inter de Limeira | 7   | 12 | 0 | 7 | 5 | 9  | 19 | −10 |              |

### Grupo B
| Pos | Equipe              | Pts | J  | V | E | D | GP | GC | SG | Classificado |
| --- | ------------------- | --- | -- | - | - | - | -- | -- | -- | ------------ |
| 1   | Santos              | 18  | 12 | 5 | 3 | 4 | 20 | 14 | +6 | Próxima fase |
| 2   | Red Bull Bragantino | 17  | 12 | 5 | 2 | 5 | 14 | 13 | +1 | Próxima fase |
| 3   | Guarani             | 13  | 12 | 3 | 4 | 5 | 14 | 14 | 0  |              |
| 4   | Portuguesa          | 13  | 12 | 2 | 7 | 3 | 15 | 16 | −1 |              |

### Grupo C
| Pos | Equipe        | Pts | J  | V | E | D | GP | GC | SG  | Classificado |
| --- | ------------- | --- | -- | - | - | - | -- | -- | --- | ------------ |
| 1   | São Paulo     | 19  | 12 | 5 | 4 | 3 | 18 | 13 | +5  | Próxima fase |
| 2   | Novorizontino | 18  | 12 | 4 | 6 | 2 | 13 | 11 | +2  | Próxima fase |
| 3   | Noroeste      | 8   | 12 | 1 | 5 | 6 | 12 | 19 | −7  |              |
| 4   | Água Santa    | 7   | 12 | 1 | 4 | 7 | 10 | 23 | −13 |              |

### Grupo D
| Pos | Equipe       | Pts | J  | V | E | D | GP | GC | SG  | Classificado |
| --- | ------------ | --- | -- | - | - | - | -- | -- | --- | ------------ |
| 1   | São Bernardo | 23  | 12 | 7 | 2 | 3 | 19 | 16 | +3  | Próxima fase |
| 2   | Palmeiras    | 23  | 12 | 6 | 5 | 1 | 21 | 10 | +11 | Próxima fase |
| 3   | Ponte Preta  | 22  | 12 | 6 | 4 | 2 | 12 | 8  | +4  |              |
| 4   | Velo Clube   | 13  | 12 | 3 | 4 | 5 | 13 | 16 | −3  |              |

### Confrontos
| Mandante \ Visitante | AGS | BOT | COR | GUA | ITL | MIR | NOR | NOV | PAL | PON | POR | RBB | SAN | SBE | SPA | VEL |
| -------------------- | --- | --- | --- | --- | --- | --- | --- | --- | --- | --- | --- | --- | --- | --- | --- | --- |
| Água Santa           | —   |     |     |     | 2–2 |     |     |     | 1–1 | 0–1 | 0–0 | 3–0 |     | 1–2 |     |     |
| Botafogo-SP          | 1–1 | —   |     |     |     |     |     | 1–2 |     |     |     | 1–0 |     | 0–1 | 0–0 | 1–0 |
| Corinthians          | 2–1 |     | —   | 2–2 |     |     | 2–1 |     |     |     |     |     | 2–1 | 2–0 |     | 2–1 |
| Guarani              | 4–0 | 2–0 |     | —   |     |     | 2–0 | 0–0 | 1–4 |     |     |     |     |     |     | 1–1 |
| Inter de Limeira     |     |     |     | 0–0 | —   |     |     |     | 0–3 | 1–1 |     | 1–1 | 0–3 | 1–2 |     |     |
| Mirassol             | 6–0 |     |     | 3–2 |     | —   | 1–1 |     | 2–3 | 1–2 | 2–1 |     |     |     |     |     |
| Noroeste             |     | 0–0 |     |     | 2–2 |     | —   |     | 1–1 | 1–2 | 1–1 |     |     | 2–3 |     |     |
| Novorizontino        |     |     | 0–1 |     | 1–1 | 2–1 |     | —   |     | 0–1 |     |     | 0–0 |     |     | 1–1 |
| Palmeiras            |     | 3–1 | 1–1 |     |     |     |     | 1–2 | —   |     | 2–0 | 0–0 |     |     | 0–0 |     |
| Ponte Preta          |     | 0–0 | 0–1 | 2–0 |     |     |     |     |     | —   | 0–0 | 0–2 | 1–1 |     |     |     |
| Portuguesa           |     | 3–2 | 2–2 |     | 2–0 |     |     | 2–2 |     |     | —   |     |     | 1–1 | 1–2 |     |
| Red Bull Bragantino  |     |     | 1–2 |     |     | 3–0 | 2–1 | 1–2 |     |     |     | —   |     |     | 1–0 | 1–0 |
| Santos               | 3–1 | 1–1 |     |     |     | 2–1 | 3–0 |     | 1–2 |     |     |     | —   |     | 3–1 |     |
| São Bernardo         |     |     |     | 1–0 |     | 1–2 |     | 1–1 |     |     |     | 3–2 | 3–1 | —   | 1–3 |     |
| São Paulo            |     |     | 3–1 | 1–0 | 0–0 | 4–1 |     |     |     | 1–2 |     |     |     |     | —   | 3–3 |
| Velo Clube           | 1–0 |     |     |     | 2–1 | 0–1 | 0–2 |     |     |     | 2–2 |     | 2–1 |     |     | —   |

## Fase final
Em itálico, as equipes que possuem o mando de campo no confronto (ou primeiro jogo); em negrito as equipes classificadas.
|  | Quartas de final | Quartas de final    | Quartas de final |           |           | Semifinais  | Semifinais | Semifinais |  |  | Final | Final       | Final | Final | Final |
|  |                  |                     |                  |           |           |             |            |            |  |  |       |             |       |       |       |
|  | 1A               | Corinthians         | 2                |           |           |             |            |            |  |  |       |             |       |       |       |
|  | 2A               | Mirassol            | 0                |           |           |             |            |            |  |  |       |             |       |       |       |
|  | 2A               | Mirassol            | 0                |           | 1         | Corinthians | 2          |            |  |  |       |             |       |       |       |
|  |                  |                     |                  |           | 1         | Corinthians | 2          |            |  |  |       |             |       |       |       |
|  |                  | 4                   | Santos           | 1         |           |             |            |            |  |  |       |             |       |       |       |
|  | 1B               | 4                   | Santos           | 1         | Santos    | 2           |            |            |  |  |       |             |       |       |       |
|  | 1B               |                     |                  |           | Santos    | 2           |            |            |  |  |       |             |       |       |       |
|  | 2B               | Red Bull Bragantino | 0                |           |           |             |            |            |  |  |       |             |       |       |       |
|  |                  |                     |                  |           |           |             |            |            |  |  |       | Corinthians | 1     | 0     |       |
|  |                  |                     |                  | Palmeiras | 0         | 0           |            |            |  |  |       |             |       |       |       |
|  | 1D               | São Bernardo        | 0                |           |           |             |            |            |  |  |       |             |       |       |       |
|  | 2D               | Palmeiras           | 3                |           |           |             |            |            |  |  |       |             |       |       |       |
|  | 2D               | Palmeiras           | 3                |           | 2         | Palmeiras   | 1          |            |  |  |       |             |       |       |       |
|  |                  |                     |                  |           | 2         | Palmeiras   | 1          |            |  |  |       |             |       |       |       |
|  |                  | 3                   | São Paulo        | 0         |           |             |            |            |  |  |       |             |       |       |       |
|  | 1C               | 3                   | São Paulo        | 0         | São Paulo | 1           |            |            |  |  |       |             |       |       |       |
|  | 1C               |                     |                  |           | São Paulo | 1           |            |            |  |  |       |             |       |       |       |
|  | 2C               | Novorizontino       | 0                |           |           |             |            |            |  |  |       |             |       |       |       |

### Finais
Corinthians e Palmeiras voltaram a se encontrar numa final de Campeonato Paulista em 2025. O Timão ganhou a vantagem de decidir o título em casa pela melhor campanha na competição. 
No primeiro jogo, disputado no Allianz Parque no dia 16 de março, o alvinegro suportou a pressão do Palmeiras e ainda conseguiu uma importante vitória com um gol do centroavante Yuri Alberto, após passe do atacante Memphis Depay. O resultado, além de dar a vantagem do empate no jogo de volta para o Corinthians, também representou a primeira vitória da equipe sobre o Palmeiras, na casa alviverde, desde 2019.
No jogo de volta, disputado na Neo Química Arena no dia 27 de março, o Corinthians segurou o empate por 0–0 num jogo tenso com o Palmeiras no qual o grande destaque foi a defesa do goleiro Hugo Souza de um pênalti cobrado pelo meia Raphael Veiga no segundo tempo. Mesmo com um jogador a menos na parte final do segundo tempo após a expulsão de Félix Torres, o alvinegro manteve o placar sem gols e conquistou o título sobre o seu maior rival. Foi a primeira conquista corintiana sobre o Palmeiras na própria arena. O título ainda impediu que o alviverde conquistasse o inédito tetracampeonato paulista e fez o alvinegro romper um hiato de seis anos sem levantar uma taça.
Ida
| 16 de março | Palmeiras | 0−1 | Corinthians      | Allianz Parque, São Paulo                                     |
| 18:30       |           |     | Yuri Alberto 57' | Público: 40 992 Renda: R$ 5.717.077,40 Árbitro: Raphael Claus |

Volta
| 27 de março | Corinthians | 0−0 | Palmeiras | Neo Química Arena, São Paulo                                              |
| 21:35       |             |     |           | Público: 48 196 Renda: R$ 4.638.125,50 Árbitro: Matheus Delgado Candançan |

## Estatísticas
Atualizado em 9 de março de 2025
| Gols | Jogador         | Equipe       |
| ---- | --------------- | ------------ |
| 10   | Guilherme       | Santos       |
| 6    | Daniel Amorim   | Velo Clube   |
| 5    | André Silva     | São Paulo    |
| 5    | Carlão          | Noroeste     |
| 5    | Estêvão         | Palmeiras    |
| 5    | Fabrício Daniel | São Bernardo |
| 5    | Maurício        | Palmeiras    |
| 5    | Talles Magno    | Corinthians  |
| 5    | Tiquinho Soares | Santos       |
| 5    | Yuri Alberto    | Corinthians  |

| Total | Jogador          | Equipe              |
| ----- | ---------------- | ------------------- |
| 6     | Raphael Veiga    | Palmeiras           |
| 5     | Memphis Depay    | Corinthians         |
| 4     | Jonathan Calleri | São Paulo           |
| 4     | Oscar            | São Paulo           |
| 4     | Pará             | São Bernardo        |
| 3     | Flaco López      | Palmeiras           |
| 3     | Gabriel Silva    | Água Santa          |
| 3     | Juninho Capixaba | Red Bull Bragantino |
| 3     | Neymar           | Santos              |

## Classificação geral
| Pos | Equipe              | Pts | J  | V  | E | D | GP | GC | SG  | Classificação ou descenso          |
| --- | ------------------- | --- | -- | -- | - | - | -- | -- | --- | ---------------------------------- |
| 1   | Corinthians         | 37  | 16 | 11 | 4 | 1 | 25 | 14 | +11 | Campeão                            |
| 2   | Palmeiras           | 30  | 16 | 8  | 6 | 2 | 25 | 11 | +14 | Vice-campeão                       |
| 3   | São Paulo           | 22  | 14 | 6  | 4 | 4 | 19 | 14 | +5  | Eliminados nas Semifinais          |
| 4   | Santos              | 21  | 14 | 6  | 3 | 5 | 23 | 16 | +7  | Eliminados nas Semifinais          |
| 5   | São Bernardo        | 23  | 13 | 7  | 2 | 4 | 19 | 19 | 0   | Eliminados nas Quartas de Final    |
| 6   | Novorizontino       | 18  | 13 | 4  | 6 | 3 | 13 | 12 | +1  | Eliminados nas Quartas de Final    |
| 7   | Red Bull Bragantino | 17  | 13 | 5  | 2 | 6 | 14 | 15 | −1  | Eliminados nas Quartas de Final    |
| 8   | Mirassol            | 16  | 13 | 5  | 1 | 7 | 21 | 23 | −2  | Eliminados nas Quartas de Final    |
| 9   | Ponte Preta         | 22  | 12 | 6  | 4 | 2 | 12 | 8  | +4  |                                    |
| 10  | Guarani             | 13  | 12 | 3  | 4 | 5 | 14 | 14 | 0   |                                    |
| 11  | Velo Clube          | 13  | 12 | 3  | 4 | 5 | 13 | 16 | −3  |                                    |
| 12  | Portuguesa          | 13  | 12 | 2  | 7 | 3 | 15 | 16 | −1  |                                    |
| 13  | Botafogo-SP         | 11  | 12 | 2  | 5 | 5 | 8  | 13 | −5  |                                    |
| 14  | Noroeste            | 8   | 12 | 1  | 5 | 6 | 12 | 19 | −7  |                                    |
| 15  | Água Santa          | 7   | 12 | 1  | 4 | 7 | 10 | 23 | −13 | Rebaixados para a Série A2 de 2026 |
| 16  | Inter de Limeira    | 7   | 12 | 0  | 7 | 5 | 9  | 19 | −10 | Rebaixados para a Série A2 de 2026 |

## Público
Maiores públicos pagantes
Estes são os dez maiores públicos pagantes do campeonato, sem considerar as partidas com portões fechados: 
| N.º | Público | Mandante    | Placar | Visitante     | Estádio           | Data            | Rodada    | Ref.   |
| --- | ------- | ----------- | ------ | ------------- | ----------------- | --------------- | --------- | ------ |
| 1   | 54 855  | São Paulo   | 3–1    | Corinthians   | MorumBIS          | 26 de janeiro   | 4ª        | [ 15 ] |
| 2   | 52 315  | São Paulo   | 1–0    | Novorizontino | MorumBIS          | 3 de março      | Quartas   | [ 16 ] |
| 3   | 48 196  | Corinthians | 0–0    | Palmeiras     | Neo Química Arena | 27 de março     | Final     | [ 17 ] |
| 4   | 47 695  | Corinthians | 2–1    | Santos        | Neo Química Arena | 12 de fevereiro | 9ª        | [ 18 ] |
| 5   | 47 472  | Corinthians | 2–1    | Santos        | Neo Química Arena | 9 de março      | Semifinal | [ 19 ] |
| 6   | 44 506  | Corinthians | 2–2    | Guarani       | Neo Química Arena | 23 de fevereiro | 12ª       | [ 20 ] |
| 7   | 44 069  | Corinthians | 2–0    | Mirassol      | Neo Química Arena | 2 de março      | Quartas   | [ 21 ] |
| 8   | 42 897  | Corinthians | 2–1    | Noroeste      | Neo Química Arena | 1 de fevereiro  | 6ª        | [ 22 ] |
| 9   | 42 183  | Corinthians | 2–1    | Velo Clube    | Neo Química Arena | 19 de janeiro   | 2ª        | [ 23 ] |
| 10  | 42 064  | Corinthians | 2–0    | São Bernardo  | Neo Química Arena | 9 de fevereiro  | 8ª        | [ 24 ] |

Menores públicos pagantes
Estes são os dez menores públicos pagantes do campeonato, sem considerar as partidas com portões fechados:  
| N.º | Público | Mandante         | Placar | Visitante           | Estádio    | Data            | Rodada | Ref.   |
| --- | ------- | ---------------- | ------ | ------------------- | ---------- | --------------- | ------ | ------ |
| 1   | 524     | São Bernardo     | 1–1    | Novorizontino       | Primeirão  | 6 de fevereiro  | 7ª     | [ 25 ] |
| 2   | 932     | São Bernardo     | 1–2    | Mirassol            | Primeirão  | 23 de janeiro   | 3ª     | [ 26 ] |
| 3   | 1 007   | São Bernardo     | 1–0    | Guarani             | Primeirão  | 16 de fevereiro | 10ª    | [ 27 ] |
| 4   | 1 018   | São Bernardo     | 3–2    | Red Bull Bragantino | Primeirão  | 19 de janeiro   | 2ª     | [ 28 ] |
| 5   | 1 343   | Novorizontino    | 1–1    | Velo Clube          | Jorjão     | 28 de janeiro   | 5ª     | [ 29 ] |
| 6   | 1 397   | Botafogo-SP      | 1–1    | Água Santa          | Santa Cruz | 29 de janeiro   | 5ª     | [ 30 ] |
| 7   | 1 418   | Novorizontino    | 0–1    | Ponte Preta         | Jorjão     | 15 de janeiro   | 1ª     | [ 31 ] |
| 8   | 1 490   | Botafogo-SP      | 0–1    | São Bernardo        | Santa Cruz | 26 de janeiro   | 4ª     | [ 32 ] |
| 9   | 1 611   | Novorizontino    | 1–1    | Inter de Limeira    | Jorjão     | 21 de janeiro   | 3ª     | [ 33 ] |
| 10  | 1 902   | Inter de Limeira | 1–2    | São Bernardo        | Limeirão   | 1 de fevereiro  | 6ª     | [ 34 ] |

Médias de público
Estas são as médias de público dos clubes no campeonato. Considera-se apenas os jogos da equipe como mandante e o público pagante:
| Pos.  | Time                | Média  | Total     | Mandos | Maior  | Menor  |
| ----- | ------------------- | ------ | --------- | ------ | ------ | ------ |
| 1     | Corinthians         | 44 493 | 400 434   | 9      | 48 196 | 41 352 |
| 2     | Palmeiras           | 29 644 | 237 149   | 8      | 40 992 | 10 135 |
| 3     | São Paulo           | 28 795 | 201 565   | 7      | 54 855 | 9 803  |
| 4     | Santos              | 13 557 | 94 900    | 7      | 15 377 | 10 379 |
| 5     | Ponte Preta         | 8 045  | 48 270    | 6      | 13 347 | 5 017  |
| 6     | Noroeste            | 7 036  | 42 215    | 6      | 12 064 | 2 911  |
| 7     | Portuguesa          | 6 827  | 40 962    | 6      | 17 087 | 1 976  |
| 8     | Inter de Limeira    | 6 584  | 39 504    | 6      | 17 067 | 1 902  |
| 9     | Água Santa          | 5 632  | 33 794    | 6      | 9 795  | 3 918  |
| 10    | Red Bull Bragantino | 4 972  | 29 832    | 6      | 10 153 | 2 223  |
| 11    | Novorizontino       | 4 475  | 26 849    | 6      | 10 851 | 1 343  |
| 12    | Guarani             | 4 410  | 26 461    | 6      | 9 256  | 3 096  |
| 13    | Botafogo-SP         | 4 158  | 24 946    | 6      | 13 090 | 1 397  |
| 14    | Velo Clube          | 3 748  | 22 486    | 6      | 4 778  | 2 681  |
| 15    | Mirassol            | 3 470  | 20 818    | 6      | 8 428  | 2 430  |
| 16    | São Bernardo        | 2 835  | 19 848    | 7      | 8 875  | 524    |
| Total | Total               | 12 635 | 1 314 033 | 104    | 54 855 | 524    |

## Premiação
| Campeonato Paulista de 2025       |
| --------------------------------- |
| Corinthians Campeão (31.º título) |

### Seleção do Campeonato[35]
| Posição          | Jogador          | Clube       |
| ---------------- | ---------------- | ----------- |
| Goleiro          | Hugo Souza       | Corinthians |
| Lateral-direito  | Matheuzinho      | Corinthians |
| Zagueiro         | Robert Arboleda  | São Paulo   |
| Zagueiro         | Murilo Cerqueira | Palmeiras   |
| Lateral-esquerdo | Gonzalo Escobar  | Santos      |
| Volante          | Richard Ríos     | Palmeiras   |
| Volante          | André Carrillo   | Corinthians |
| Meio-campista    | Lucas Moura      | São Paulo   |
| Atacante         | Yuri Alberto     | Corinthians |
| Atacante         | Estêvão          | Palmeiras   |
| Atacante         | Guilherme        | Santos      |
| Treinador        | Ramón Díaz       | Corinthians |

### Outros prêmios
Durante o evento, outros prêmios foram concedidos:
| Prêmio                           | Jogador                 | Clube               |
| -------------------------------- | ----------------------- | ------------------- |
| Artilheiro                       | Guilherme               | Santos              |
| Melhor jogador                   | Yuri Alberto            | Corinthians         |
| Revelação                        | Vinicinho               | Red Bull Bragantino |
| Melhor time de arbitragem        | Guilherme Candançan     | Árbitro             |
| Melhor time de arbitragem        | Neuza Inês Back         | Assistente 1        |
| Melhor time de arbitragem        | Alex Ang Ribeiro        | Assistente 2        |
| 2° Melhor time de arbitragem     | Raphael Claus           | Árbitro             |
| 2° Melhor time de arbitragem     | Fabrini Bevilaqua Costa | Assistente 1        |
| 2° Melhor time de arbitragem     | Danilo Manis            | Assistente 2        |
| 3° Melhor time de arbitragem     | Daiane Muniz            | Árbitro             |
| 3° Melhor time de arbitragem     | Evandro de Melo Lima    | Assistente 1        |
| 3° Melhor time de arbitragem     | Daniel Ziolli           | Assistente 2        |
| Melhor VAR                       | Daiane Muniz            | —                   |
| Melhor AVAR                      | Amanda Matias           | —                   |
| Melhor Árbitra Revelação         | Marianna Nanni Batalha  | —                   |
| Melhor Assistente Revelação      | Denis Matheus Ferreira  | —                   |
| Drible do Campeonato             | Memphis Depay           | Corinthians         |
| Golaço do Campeonato             | Neymar                  | Santos              |
| Craque da Galera                 | Yuri Alberto            | Corinthians         |
| Craque do Interior               | Carlão                  | Noroeste            |
| Troféu Djalma Santos (Fair Play) | —                       | Mirassol            |